# Zeelberg (Noord-Brabant)
Zeelberg is een buurtschap ten zuidoosten van Valkenswaard die al vele eeuwen lang dezelfde wegenstructuur toont.
Zeelberg is fraai gelegen ten westen van het dal van de Tongelreep, waardoor men via Drie Bruggen het Leenderbos kan bereiken. Vlak bij Zeelberg ligt ook de buurtschap Nuland, dat omstreeks 1500 aan Zeelberg vastgegroeid is.
Zeelberg bestaat uit een aantal boerderijen die gerangschikt zijn om een plein dat de vorm heeft van een vrijwel regelmatige driehoek, wat min of meer uitzonderlijk is.
De buurtschap beschikte vooral over beemdgronden. Schapenhouderij was het belangrijkste bestaansmiddel. Het terrein ten noorden van de buurtschap werd echter door andere boeren ontgonnen, zodat de bewoners van Zeelberg weinig expansiemogelijkheden meer hadden en tot een zekere armoede vervielen.
Direct ten noorden van Zeelberg bevond zich het huis De Wolfsberg, dat vermoedelijk tot een zelfstandig buurtschapje behoorde en genoemd is naar een nabijgelegen zandverstuiving. De hoogte bestaat nog steeds. In deze buurtschap hebben waarschijnlijk herders gewoond. Reeds in de 18e eeuw waren de huizen hier verlaten.
Wat verder naar het noorden lagen de jongere ontginningsbuurtschappen Nieuwelijnt en Zandberg die uit de 15e eeuw stammen. Ook lag en ligt daar het Schaapsloopven.
Direct ten westen van Zeelberg lag de buurtschap Nuland (Nieuw land), die vermoedelijk uit de 12e eeuw stamt. Ten westen daarvan vond men ook de kellershof, naar de kelder of rentmeester van de priorij van Postel, die hier grond bezat. Doordat Nuland aan de heerweg naar Hamont lag, had het te lijden van troepen muitende Spaanse soldaten die van 1590-1608 de streek onveilig maakten.

## Heden
De oorspronkelijke loop van de wegen, en de buurtschap Zeelberg zelf, is in grote lijnen intact gebleven. Het Schaapsloopven is echter van de buurtschap afgesneden door bedrijventerreinen en een rondweg om Valkenswaard. Het daar ooit vlakbijgelegen Paukesven bestaat echter niet meer. De naam van de nabijgelegen Paukesvenweg herinnert nog aan het oude ven.
De Zeelberg wordt heden ten dage vooral gekenmerkt door het vele sluipverkeer dat zich vanuit België en de Kempen een weg zoekt naar voornamelijk Eindhoven.
Dorpen: Borkel · Dommelen · Schaft · Valkenswaard

Buurtschappen: Achterste Brug · Deelshurk · De Kapel · Heuvel · Hoek · Hoeve · Keersop · Venbergen · Voorste Brug · Zeelberg

Noord-Brabant: Steden en dorpen      Nederland: Provincies · Gemeenten